# Marc Lavoine/Diskografie
Diese Diskografie ist eine Übersicht über die musikalischen Werke des französischen Chansonsängers Marc Lavoine. Den Schallplattenauszeichnungen zufolge hat er bisher mehr als vier Millionen Tonträger verkauft, davon alleine in seiner Heimat über 3,7 Millionen. Seine erfolgreichste Veröffentlichung ist das Studioalbum Marc Lavoine mit über 630.000 verkauften Einheiten.

## Alben

### Studioalben
| Jahr | Titel Musiklabel                           | Höchstplatzierung, Gesamtwochen, AuszeichnungChartplatzierungen (Jahr, Titel, Musiklabel, Platzierungen, Wochen, Auszeichnungen, Anmerkungen) | Höchstplatzierung, Gesamtwochen, AuszeichnungChartplatzierungen (Jahr, Titel, Musiklabel, Platzierungen, Wochen, Auszeichnungen, Anmerkungen) | Höchstplatzierung, Gesamtwochen, AuszeichnungChartplatzierungen (Jahr, Titel, Musiklabel, Platzierungen, Wochen, Auszeichnungen, Anmerkungen) | Anmerkungen                                                                      |
| Jahr | Titel Musiklabel                           | FR | CH | BEW | Anmerkungen                                                                      |
| ---- | ------------------------------------------ | --- | --- | --- | -------------------------------------------------------------------------------- |
| 1985 | Marc Lavoine Philips (Phonogram)           | — | — | — | Erstveröffentlichung: 1985                                                       |
| 1987 | Fabriqué AVREP (Polygram)                  | — | — | — | Erstveröffentlichung: 1987                                                       |
| 1989 | Les Amours du dimanche AVREP (Polygram)    | FR— ×2DoppelgoldFR | — | — | Erstveröffentlichung: 1989                                                       |
| 1991 | Paris AVREP (Distrisound)                  | FR— GoldFR | — | — | Erstveröffentlichung: Oktober 1991                                               |
| 1993 | Faux rêveur AVREP (BMG)                    | — | — | — | Erstveröffentlichung: 10. Oktober 1993                                           |
| 1996 | Lavoine AVREP (BMG)                        | — | — | — | Erstveröffentlichung: 25. November 1996                                          |
| 1999 | 7e ciel AVREP (BMG)                        | FR57 (4 Wo.)FR | — | — | Erstveröffentlichung: 6. September 1999                                          |
| 2001 | Marc Lavoine Mercury Records (UMG)         | FR11 ×2Doppelplatin · (96 Wo.)FR | CH62 Gold · (33 Wo.)CH | BEW11 Gold · (51 Wo.)BEW | Erstveröffentlichung: 8. Oktober 2001                                            |
| 2005 | L’heure d’été Mercury Records (UMG)        | FR3 ×2Doppelplatin · (91 Wo.)FR | CH23 (18 Wo.)CH | BEW2 Gold · (73 Wo.)BEW | Erstveröffentlichung: 23. Mai 2005                                               |
| 2009 | Volume 10 Mercury Records (UMG)            | FR1 ×3Dreifachplatin · (80 Wo.)FR | CH28 (10 Wo.)CH | BEW3 Gold · (72 Wo.)BEW | Erstveröffentlichung: 31. August 2009                                            |
| 2012 | Je descends du singe Barclay Records (UMG) | FR1 Platin · (51 Wo.)FR | CH41 (7 Wo.)CH | BEW1 (32 Wo.)BEW | Erstveröffentlichung: 10. September 2012                                         |
| 2016 | Les souliers rouges Barclay Records (UMG)  | FR6 Gold · (24 Wo.)FR | CH40 (4 Wo.)CH | BEW7 (29 Wo.)BEW | Erstveröffentlichung: 9. September 2016 Cœur de Pirate / Arthur H / Marc Lavoine |
| 2018 | Je reviens à toi Barclay Records (UMG)     | FR2 Gold · (59 Wo.)FR | CH16 (7 Wo.)CH | BEW1 (33 Wo.)BEW | Erstveröffentlichung: 18. Mai 2018                                               |
| 2022 | Adulte jamais ML44 (UMG)                   | FR5 (19 Wo.)FR | CH34 (3 Wo.)CH | BEW6 (17 Wo.)BEW | Erstveröffentlichung: 14. Januar 2022                                            |
| 2024 | Revolver ML44 (UMG)                        | FR12 (13 Wo.)FR | CH34 (1 Wo.)CH | BEW23 (9 Wo.)BEW | Erstveröffentlichung: 18. Oktober 2024                                           |

grau schraffiert: keine Chartdaten aus diesem Jahr verfügbar

### Livealben
| Jahr | Titel Musiklabel                             | Höchstplatzierung, Gesamtwochen, AuszeichnungChartplatzierungen (Jahr, Titel, Musiklabel, Platzierungen, Wochen, Auszeichnungen, Anmerkungen) | Höchstplatzierung, Gesamtwochen, AuszeichnungChartplatzierungen (Jahr, Titel, Musiklabel, Platzierungen, Wochen, Auszeichnungen, Anmerkungen) | Höchstplatzierung, Gesamtwochen, AuszeichnungChartplatzierungen (Jahr, Titel, Musiklabel, Platzierungen, Wochen, Auszeichnungen, Anmerkungen) | Anmerkungen                        |
| Jahr | Titel Musiklabel                             | FR | CH | BEW | Anmerkungen                        |
| ---- | -------------------------------------------- | --- | --- | --- | ---------------------------------- |
| 1988 | Live AVREP (Polygram)                        | — | — | — | Erstveröffentlichung: 1988         |
| 2003 | Olympia deuxmilletrois Mercury Records (UMG) | FR13 Gold · (26 Wo.)FR | CH81 (5 Wo.)CH | BEW14 (5 Wo.)BEW | Erstveröffentlichung: 30. Mai 2003 |

grau schraffiert: keine Chartdaten aus diesem Jahr verfügbar

### Kompilationen
| Jahr | Titel Musiklabel                            | Höchstplatzierung, Gesamtwochen, AuszeichnungChartplatzierungen (Jahr, Titel, Musiklabel, Platzierungen, Wochen, Auszeichnungen, Anmerkungen) | Höchstplatzierung, Gesamtwochen, AuszeichnungChartplatzierungen (Jahr, Titel, Musiklabel, Platzierungen, Wochen, Auszeichnungen, Anmerkungen) | Höchstplatzierung, Gesamtwochen, AuszeichnungChartplatzierungen (Jahr, Titel, Musiklabel, Platzierungen, Wochen, Auszeichnungen, Anmerkungen) | Anmerkungen                            |
| Jahr | Titel Musiklabel                            | FR | CH | BEW | Anmerkungen                            |
| ---- | ------------------------------------------- | --- | --- | --- | -------------------------------------- |
| 1995 | 85-95 AVREP (BMG)                           | FR177 ×2Doppelgold · (1 Wo.)FR | — | BEW4 (16 Wo.)BEW | Erstveröffentlichung: 1995             |
| 2001 | C’est ça Lavoine AVREP (BMG)                | — | — | BEW48 (2 Wo.)BEW | Erstveröffentlichung: 29. Januar 2001  |
| 2007 | Les solos de Marc RCA Records (Sony BMG)    | — | CH91 (1 Wo.)CH | BEW22 (5 Wo.)BEW | Erstveröffentlichung: 19. Oktober 2007 |
| 2007 | Les duos de Marc Mercury Records (UMG)      | FR151 Platin · (2 Wo.)FR | CH42 (4 Wo.)CH | BEW2 Gold · (38 Wo.)BEW | Erstveröffentlichung: 17. Oktober 2007 |
| 2007 | La collection de Marc Mercury Records (UMG) | — | — | BEW45 (5 Wo.)BEW | Erstveröffentlichung: 3. Dezember 2007 |
| 2019 | Morceaux d’amour Barclay Records (UMG)      | FR16 Platin · (33 Wo.)FR | CH65 (1 Wo.)CH | BEW13 (43 Wo.)BEW | Erstveröffentlichung: 1. November 2019 |

## Singles
| Jahr | Titel Album                                            | Höchstplatzierung, Gesamtwochen, AuszeichnungChartplatzierungen (Jahr, Titel, Album, Platzierungen, Wochen, Auszeichnungen, Anmerkungen) | Höchstplatzierung, Gesamtwochen, AuszeichnungChartplatzierungen (Jahr, Titel, Album, Platzierungen, Wochen, Auszeichnungen, Anmerkungen) | Höchstplatzierung, Gesamtwochen, AuszeichnungChartplatzierungen (Jahr, Titel, Album, Platzierungen, Wochen, Auszeichnungen, Anmerkungen) | Anmerkungen                                                                     |
| Jahr | Titel Album                                            | FR | CH | BEW | Anmerkungen                                                                     |
| ---- | ------------------------------------------------------ | --- | --- | --- | ------------------------------------------------------------------------------- |
| 1983 | Je n’sais même plus de quoi j’ai l’air –               | — | — | — |                                                                                 |
| 1984 | Pour une biguine avec toi Marc Lavoine                 | — | — | — |                                                                                 |
| 1985 | Elle a les yeux revolver Marc Lavoine                  | FR4 Silber · (25 Wo.)FR | — | — |                                                                                 |
| 1985 | Le parking des anges Marc Lavoine                      | FR11 Silber · (19 Wo.)FR | — | — |                                                                                 |
| 1985 | Bascule avec moi Marc Lavoine                          | FR14 (13 Wo.)FR | — | — |                                                                                 |
| 1986 | Tu me divises par deux Marc Lavoine                    | — | — | — |                                                                                 |
| 1987 | Même si Fabriqué                                       | FR14 (16 Wo.)FR | — | — |                                                                                 |
| 1987 | Le monde est tellement con Fabriqué                    | FR20 (15 Wo.)FR | — | — |                                                                                 |
| 1988 | Qu’est-ce que t’es belle Fabriqué                      | FR31 (10 Wo.)FR | — | — | mit Catherine Ringer                                                            |
| 1988 | Si tu veux le savoir Fabriqué                          | FR11 (13 Wo.)FR | — | — |                                                                                 |
| 1989 | C’est la vie Les Amours du dimanche                    | FR14 (14 Wo.)FR | — | — |                                                                                 |
| 1989 | Rue Fontaine Les Amours du dimanche                    | FR11 (14 Wo.)FR | — | — |                                                                                 |
| 1989 | Toutes mes excuses (Chère amie) Les amours du dimanche | FR159 (1 Wo.)FR | — | — |                                                                                 |
| 1989 | Ami Les amours du dimanche                             | — | — | — |                                                                                 |
| 1990 | Je n’ai plus rien à te donner Les Amours du dimanche   | FR18 (14 Wo.)FR | — | — |                                                                                 |
| 1991 | Paris                                                  | FR28 (12 Wo.)FR | — | — |                                                                                 |
| 1992 | L’amour de 30 secondes Paris                           | FR32 (13 Wo.)FR | — | — |                                                                                 |
| 1992 | Ça m’est égal Paris                                    | FR41 (2 Wo.)FR | — | — |                                                                                 |
| 1992 | Fils de moi Paris                                      | — | — | — |                                                                                 |
| 1993 | Tu me suffiras Faux rêveur                             | — | — | — |                                                                                 |
| 1994 | On n’ira jamais à Venise Faux rêveur                   | — | — | — |                                                                                 |
| 1995 | Reste sur moi –                                        | — | — | — |                                                                                 |
| 1995 | Une nuit sur son épaule –                              | FR34 (12 Wo.)FR | — | — | mit Véronique Sanson                                                            |
| 1996 | C’est ça la France Lavoine                             | — | — | — |                                                                                 |
| 1997 | Petit à petit feu Lavoine                              | — | — | — | Erstveröffentlichung: 3. Februar 1997                                           |
| 1997 | Les embouteillages Lavoine                             | — | — | — | Erstveröffentlichung: 23. Oktober 1997                                          |
| 1998 | J’habite en Jalousie Lavoine                           | — | — | — |                                                                                 |
| 1998 | Adieu Camille –                                        | — | — | — | mit Julie Depardieu                                                             |
| 1999 | Les tournesols 7e ciel                                 | FR62 (12 Wo.)FR | — | — | Erstveröffentlichung: 30. August 1999                                           |
| 2001 | Le pont Mirabeau Marc Lavoine                          | FR83 (7 Wo.)FR | — | — |                                                                                 |
| 2001 | J’ai tout oublié Marc Lavoine                          | FR1 Gold · (30 Wo.)FR | — | BEW4 Gold · (21 Wo.)BEW | Erstveröffentlichung: 19. November 2001 mit Cristina Marocco                    |
| 2002 | J’aurais voulu Marc Lavoine                            | FR54 (11 Wo.)FR | — | — | Erstveröffentlichung: 26. April 2002                                            |
| 2002 | Je ne veux qu’elle Marc Lavoine                        | FR9 (23 Wo.)FR | CH34 (15 Wo.)CH | BEW14 (16 Wo.)BEW | mit Claire Keim                                                                 |
| 2003 | Dis-moi que l’amour Olympia Deuxmilletrois             | FR4 (30 Wo.)FR | CH38 (20 Wo.)CH | BEW14 (17 Wo.)BEW | Erstveröffentlichung: 20. Juni 2003 mit Bambou                                  |
| 2005 | Je me sens si seul L’heure d’été                       | FR16 (24 Wo.)FR | CH59 (9 Wo.)CH | BEW17 (10 Wo.)BEW | Erstveröffentlichung: 11. Juli 2005                                             |
| 2005 | J’espère –                                             | — | — | — | mit Quynh Anh Pham                                                              |
| 2006 | Toi mon amour L’heure d’été                            | FR8 (21 Wo.)FR | CH43 (10 Wo.)CH | BEW10 (12 Wo.)BEW | Erstveröffentlichung: 9. Januar 2006                                            |
| 2007 | Un ami –                                               | — | — | BEW25 (6 Wo.)BEW | mit Florent Pagny                                                               |
| 2009 | La semaine prochaine Volume 10                         | — | — | BEW13 (12 Wo.)BEW | Erstveröffentlichung: 8. Juni 2009                                              |
| 2009 | Reviens mon amour Volume 10                            | — | — | BEW12 (12 Wo.)BEW | Erstveröffentlichung: 2. November 2009                                          |
| 2010 | Rue des acacias Volume 10                              | — | — | — | Erstveröffentlichung: 11. Januar 2010 Promosingle                               |
| 2010 | Demande-moi Volume 10                                  | — | — | — | Erstveröffentlichung: 5. Juli 2010 Promosingle                                  |
| 2010 | La grande amour Volume 10                              | — | — | — | Erstveröffentlichung: 25. Oktober 2010 mit Valérie Lemercier; Promosingle       |
| 2012 | Je descends du singe                                   | FR55 (18 Wo.)FR | — | — | Erstveröffentlichung: 4. Juni 2012                                              |
| 2012 | J’ai vu la lumière Je descends du singe                | — | — | — | Erstveröffentlichung: 1. Oktober 2012 Promosingle                               |
| 2013 | Auprès de toi mon frère Je descends du singe           | — | — | — | Erstveröffentlichung: 18. Februar 2013 Promosingle                              |
| 2016 | Vivre ou ne pas vivre Les souliers rouges              | FR14 Gold · (33 Wo.)FR | — | — | Erstveröffentlichung: 30. Mai 2016 Cœur de Pirate / Arthur H / Marc Lavoine     |
| 2016 | Oh mon amour Les souliers rouges                       | — | — | — | Erstveröffentlichung: 24. Oktober 2016 Cœur de Pirate / Arthur H / Marc Lavoine |
| 2018 | Je reviens à toi                                       | FR80 (5 Wo.)FR | — | — | Erstveröffentlichung: 26. Januar 2018                                           |
| 2018 | Seul définitivement Je reviens à toi                   | — | — | — | Erstveröffentlichung: 18. Mai 2018                                              |
| 2018 | Comme je t’aime Je reviens à toi                       | — | — | — | Erstveröffentlichung: 25. Mai 2018                                              |
| 2019 | Morceaux d’amour                                       | — | — | — | Erstveröffentlichung: 6. September 2019                                         |
| 2020 | Toi et moi Morceaux d’amour                            | — | — | — | Erstveröffentlichung: 10. Januar 2020                                           |
| 2020 | Pour les gens du secours –                             | FR142 (1 Wo.)FR | — | — | Erstveröffentlichung: 3. April 2020 Pagny Obispo Lavoine                        |
| 2021 | Le train Adulte jamais                                 | — | — | — | Erstveröffentlichung: 19. November 2021                                         |

grau schraffiert: keine Chartdaten aus diesem Jahr verfügbar

## Videoalben
| Jahr | Titel Musiklabel                   | Anmerkungen                                    |
| ---- | ---------------------------------- | ---------------------------------------------- |
| 2003 | Olympia 2003 Mercury Records (UMG) | Erstveröffentlichung: Januar 2003 · FR: Platin |

## Boxsets
| Jahr | Titel                | Höchstplatzierung, Gesamtwochen, AuszeichnungChartplatzierungen (Jahr, Titel, Platzierungen, Wochen, Auszeichnungen, Anmerkungen) | Höchstplatzierung, Gesamtwochen, AuszeichnungChartplatzierungen (Jahr, Titel, Platzierungen, Wochen, Auszeichnungen, Anmerkungen) | Höchstplatzierung, Gesamtwochen, AuszeichnungChartplatzierungen (Jahr, Titel, Platzierungen, Wochen, Auszeichnungen, Anmerkungen) | Anmerkungen                |
| Jahr | Titel                | FR | CH | BEW | Anmerkungen                |
| ---- | -------------------- | --- | --- | --- | -------------------------- |
| 2009 | La sélection Best of | FR— ×2DoppelgoldFR | — | — | Erstveröffentlichung: 2009 |

## Statistik

### Chartauswertung
|                     | FR     | BEW      | CH     |
| ------------------- | ------ | -------- | ------ |
| Nummer-eins-Alben   | FR2FR  | BEW2BEW  | CH—CH  |
| Top-10-Alben        | FR6FR  | BEW5BEW  | CH—CH  |
| Alben in den Charts | FR13FR | BEW13BEW | CH12CH |

|                       | FR     | BEW     | CH    |
| --------------------- | ------ | ------- | ----- |
| Nummer-eins-Singles   | FR1FR  | BEW—BEW | CH—CH |
| Top-10-Singles        | FR5FR  | BEW2BEW | CH—CH |
| Singles in den Charts | FR28FR | BEW8BEW | CH4CH |

### Auszeichnungen für Musikverkäufe
Anmerkung: Auszeichnungen in Ländern aus den Charttabellen bzw. Chartboxen sind in ebendiesen zu finden.
| Land/RegionAuszeichnungen für Musikverkäufe (Land/Region, Auszeichnungen, Verkäufe, Quellen) | Silber     | Gold       | Platin       | Verkäufe  | Quellen                     |
| -------------------------------------------------------------------------------------------- | ---------- | ---------- | ------------ | --------- | --------------------------- |
| Belgien (BRMA)                                                                               | —          | 5× Gold5   | —            | 115.000   | ultratop.be                 |
| Frankreich (SNEP)                                                                            | 2× Silber2 | 12× Gold12 | 11× Platin11 | 3.920.000 | infodisc.fr snepmusique.com |
| Schweiz (IFPI)                                                                               | —          | Gold1      | —            | 25.000    | hitparade.ch                |
| Insgesamt                                                                                    | 2× Silber2 | 18× Gold18 | 11× Platin11 |           |                             |